# بسطام‌بگ
بسطام بگ، روستایی است از توابع بخش مرکزی و در شهرستان پیرانشهر استان آذربایجان غربی ایران.

## جمعیت
این روستا در دهستان منگور غربی قرار داشته و بر اساس سرشماری سال ۱۳۸۵ جمعیت آن ۲۹۹ نفر (۴۴ خانوار)
بوده‌است.
این روستا دارای مدرسهٔ راهنمایی با مدیریت آقای سلیمان آگوشی است که دانش آموزان از روستاهای همجوار نیز برای تحصیل در مقطع مربوطه به آنجا مراجعه می‌نمایند.